# Gangesbro
Gangesbro er en by ved Suså på Sydsjælland med 208 indbyggere i byområdet (2016). Gangesbro er beliggende 6 kilometer nord for Næstved centrum, nord for Næstveds nordlige omfartsvej og en kilometer nord for Holsted (en nordlig bydel til Næstved). Byområdet er beliggende i Rislev Sogn i Næstved Kommune.